# Esiodo
Esiodo (in greco antico: Ἡσίοδος?, Hēsíodos; Ascra, metà VIII secolo a.C. – VII secolo a.C.) è stato un poeta greco antico.

## Biografia

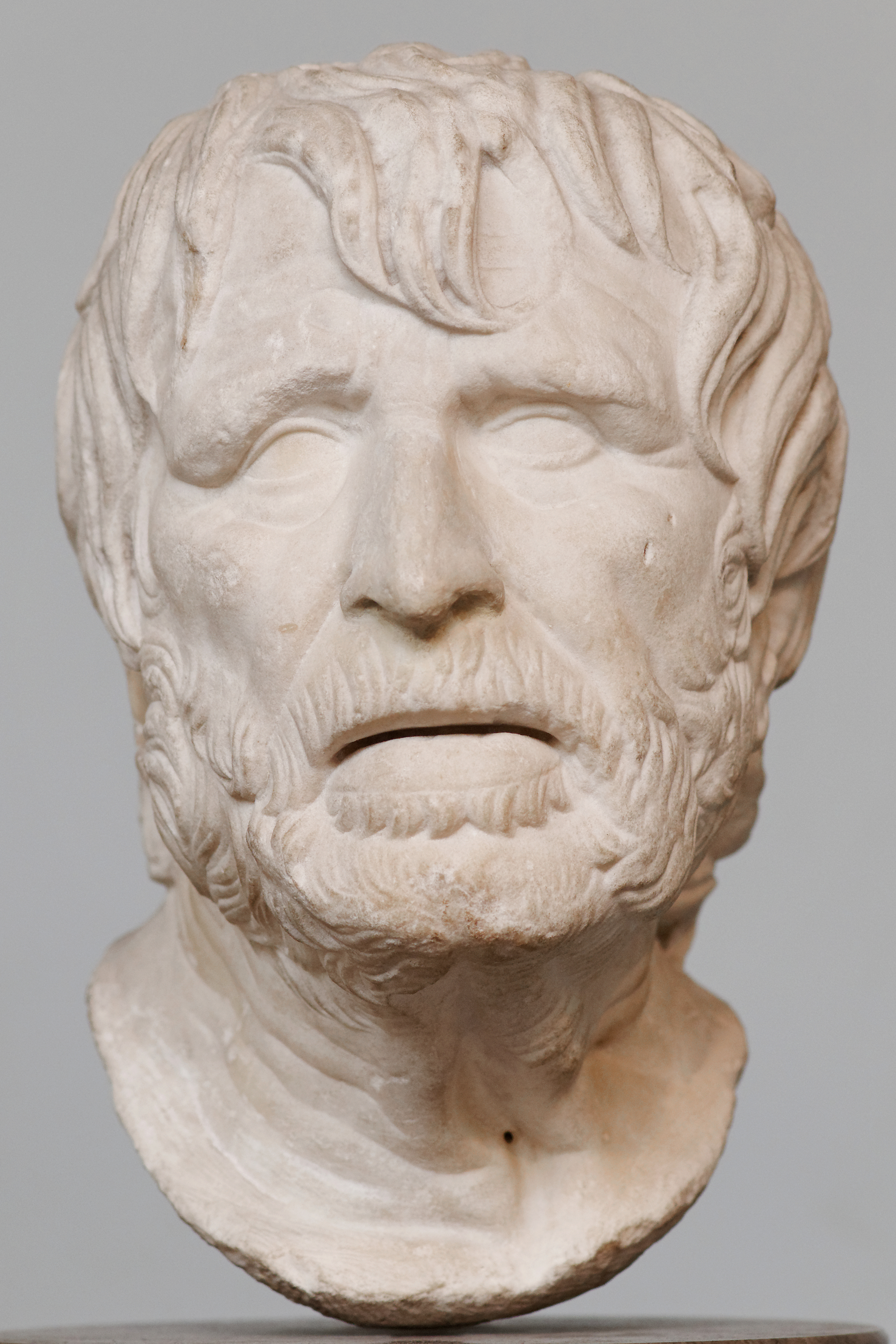
Ritratto di tipo "Pseudo-Seneca", poi identificato come busto di Esiodo

Esiodo ha lasciato, all'interno dei suoi poemi, alcune notevoli tracce autobiografiche che aiutano a ricostruire le sue origini.
Per quanto riguarda la data di nascita, fin dall'antichità non si sa con precisione se porlo come precedente, contemporaneo o successivo a Omero: Erodoto risolse il problema considerandoli contemporanei: «suppongo che Esiodo e Omero fiorirono non più di quattrocento anni prima di me». Tuttavia, secondo quanto Esiodo stesso racconta, prese parte alle feste in onore del principe Anfidamante nell'isola di Eubea, dove partecipò a un agone in cui ottenne la vittoria ed un tripode in premio. È, quindi, riconosciuta dai critici moderni la collocazione di Esiodo intorno al principio del VII secolo a.C..
Il padre si era trasferito, forse per difficoltà economiche, dalla nativa Cuma Eolica alla Grecia continentale per sfuggire alla povertà; Esiodo nacque proprio ad Ascra, città della Beozia situata nei pressi del monte Elicona:
Ascra, mala d'inverno, afosa in estate e buona in nessun momento.»
Ad Ascra Esiodo fu contadino e pastore; infatti, soprattutto nel suo poema Opere e giorni, nobilita il lavoro manuale e dà consigli riguardanti l'agricoltura. Sull'Elicona il poeta ricevette, secondo il proemio del suo poema Teogonia, l’investitura da poeta dalle Muse. Esiodo racconta poi, come detto, di aver compiuto un solo viaggio nella sua vita per dirigersi a Calcide per assistere ai giochi funebri in onore dell'eroe Anfidamante; nonostante ciò il poeta si rivela comunque a conoscenza della vita sul mare e, all'interno de Le opere e i giorni, dà consigli a suo fratello Perse sull'evitarla. Alla morte del padre, il patrimonio venne diviso proprio tra lui e il fratello Perse, il quale, dopo avere dilapidato tutta la sua parte, corrompendo i giudici riuscì ad impossessarsi della parte di Esiodo.
Plutarco ci informa della sua morte violenta: 
Dopo che i corpi furono gettati nel fiume Dafno, Troilo fu trasportato su una roccia bagnata dalle onde, posizionata un po' fuori nel mare. E fino ad oggi il masso si chiama Troilo. Un gruppo di delfini prese subito il corpo di Esiodo e lo trasportò prima a Rhion e Molykria. (…) Quando il corpo fu scoperto, rimasero stupiti dal rinvenimento e corsero giù e, quando riconobbero il cadavere, poiché era ancora piuttosto fresco, considerarono tutto ciò che era secondario alle indagini sull'omicidio, tutto a causa della fama di Esiodo.
Riuscirono rapidamente a scoprire gli assassini. Li spinsero vivi in mare e distrussero le loro case. Esiodo fu, quindi, sepolto vicino a Nemea. Molti forestieri non sanno dove sia la tomba, che è nascosta perché, come sostengono, venne cercato dal popolo di Orcomeno che voleva trasferire i resti nelle loro vicinanze secondo un oracolo.»
(Moralia, 162d-e; traduzione di A. D'Andria.)

## Opere

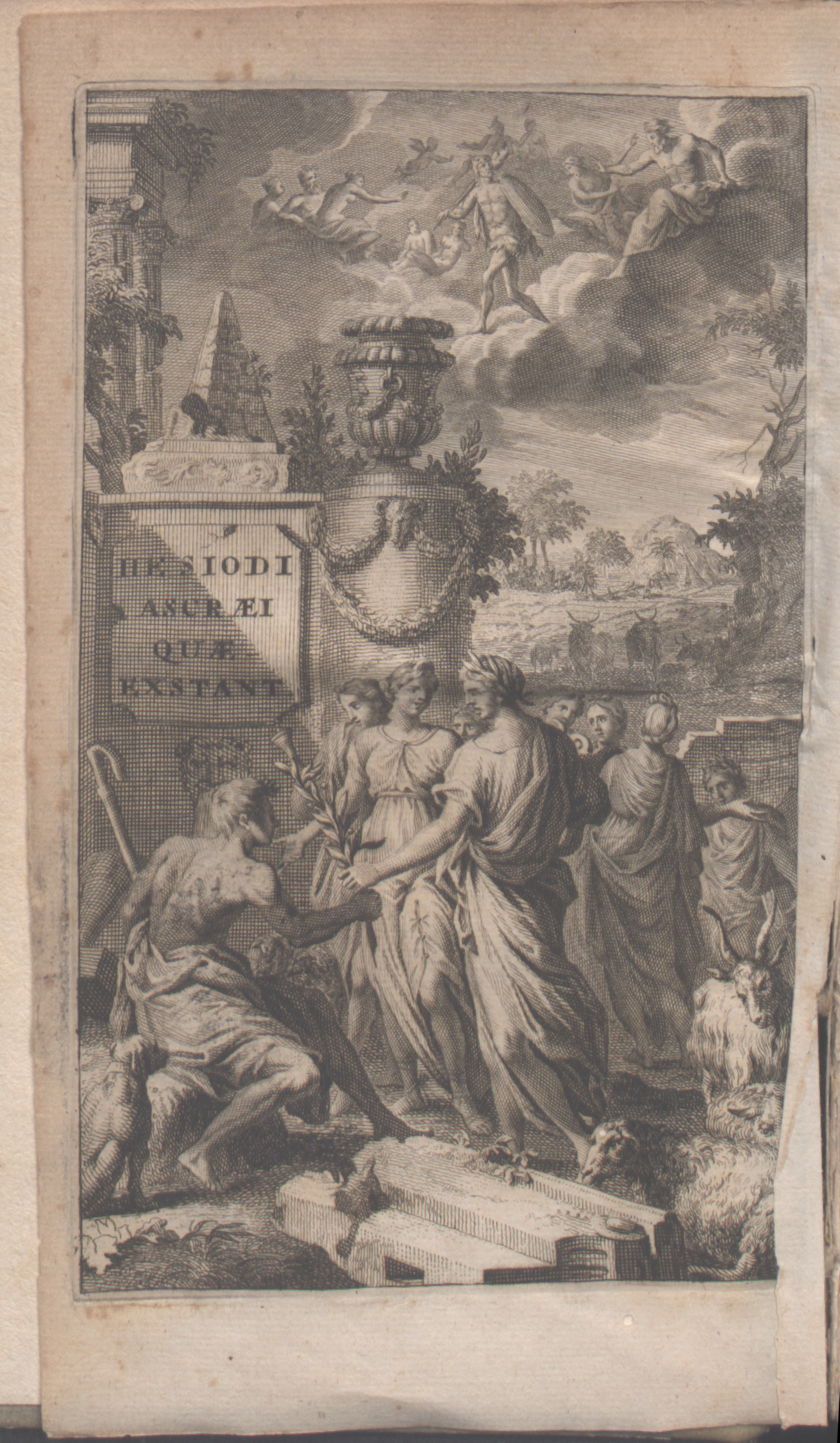
Hesiodi Ascraei quaecumque exstant, 1701.

### Teogonia

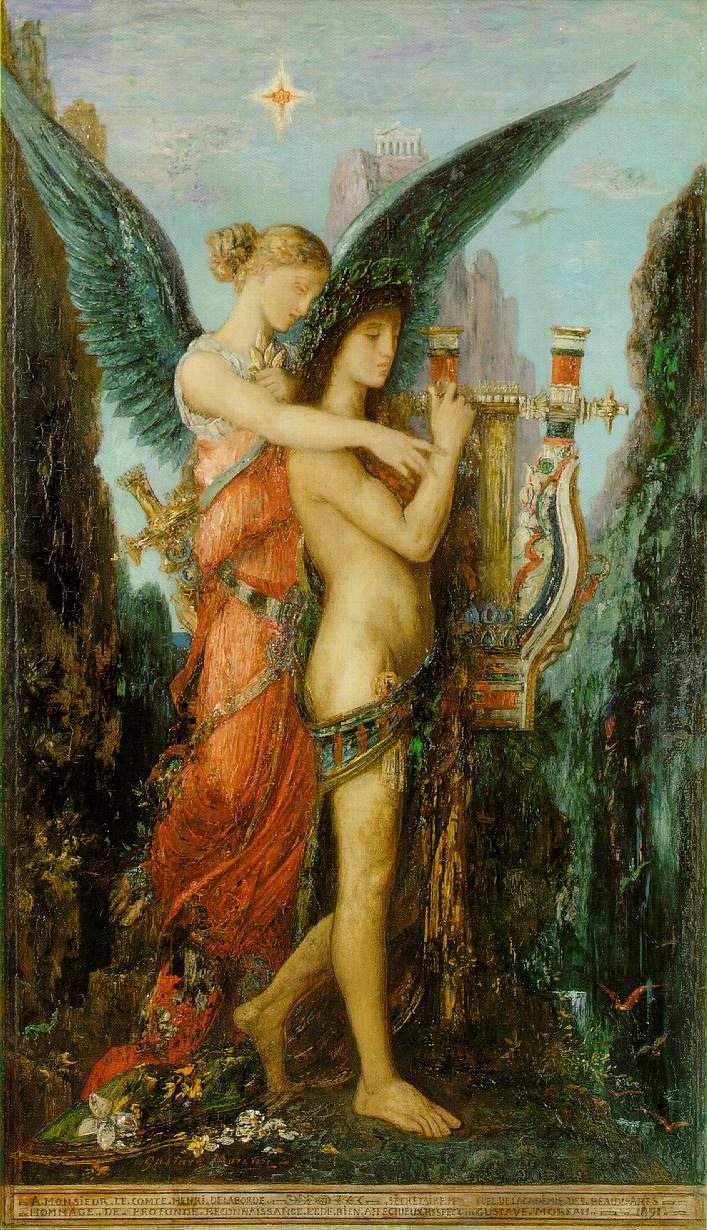
Esiodo e una Musa, di Gustave Moreau (1891).

Scritto in esametri dattilici, si tratta di un poema di tipo catalogico, in cui Esiodo tenta di dare ordine all'inestricabile sistema di racconti e dei personaggi divini della mitologia greca, partendo da un preciso punto "storico" di origine del cosmo, proseguendo fino alla vittoria dei dodici Olimpi contro i Titani nella titanomachia.
Il poema cosmogonico inizia con un inno alle Muse che si avviano all'Olimpo, in cui Esiodo fa un breve excursus della sua iniziazione come poeta, voluta per desiderio divino sul Monte Elicona; parte dunque il racconto delle origini, con il catalogo della progenie di Gea, incorniciata dal catalogo dei discendenti del Caos primigenio; si prosegue con la discendenza marina e dei mostri e si arriva alla prole dei Titani, tra cui spicca Ecate, alla quale il poeta rivolge un inno.
Ultimi figli dei Titani sono i discendenti di Crono e Rea, di cui vengono narrate le vicende, con l'ascesa di Zeus al trono e i fatti di Prometeo.
L'ultimo blocco narrativo descrive la titanomachia, ossia la lotta sanguinosa tra Dei e Titani per il governo dell'Olimpo, con la vittoria finale degli Dei, di cui vengono ricordati, in uno schema catalogico, l'eroogonia dei figli nati dalle unioni tra dee e uomini mortali. Comunque, «gli ultimi due versi invocano le Muse perché cantino le donne illustri, dovrebbero cioè servir di transizione al Catalogo delle donne. ( […] ) Nessun critico può far arrivare la Teogonia autentica oltre il verso 963; e forse ha ragione il Jacoby di farla terminare col verso 929: l'epilogo esiodeo si è certo perduto».

### Le opere e i giorni

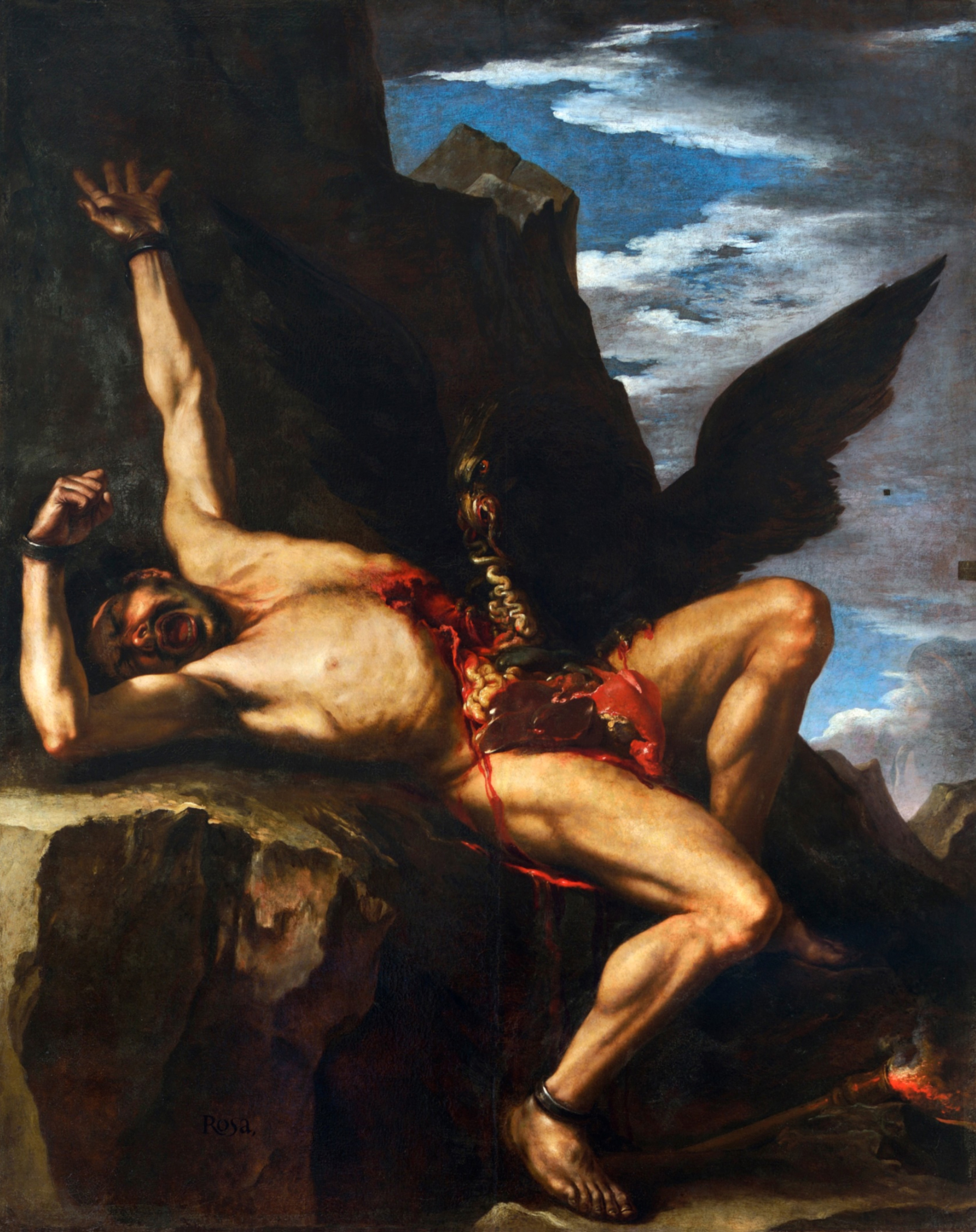
Supplizio di Prometeo, Salvator Rosa, (1646-1648), olio su tela. Roma, Galleria Nazionale di Arte Antica di Palazzo Corsini

Le opere e i giorni sono la seconda opera esiodea. Si tratta di un testo più moderno, in quanto più vicino alle esperienze autobiografiche dell'autore. 
L'opera inizia con un proemio in forma di ὔμνος κλητικός (inno di invocazione) a Zeus, chiamato dio onnipotente che può imporre la Giustizia (Δίκη). Dopo il proemio, si trova il mito delle due Contese (Ἔριδες). Esiodo identifica infatti una contesa negativa, il flagello che provoca le guerre, e una positiva, sotterrata da Zeus nel profondo della Terra per spingere gli uomini al lavoro giusto. 
Esiodo espone, come già nella Teogonia, ma qui in forma ampliata, il mito di Prometeo e Pandora. 
Da qui Esiodo traccia, in una concezione alquanto pessimistica e tipica del pensiero greco, la storia delle cinque età dell'uomo, dalle origini - quando egli era felice, senza bisogno di lavorare - per poi andare sempre più avanti in declino:
- Età dell'Oro, 'Età dell'Argento, Età del Bronzo, Età degli Eroi e, infine, l'Età del Ferro, contemporanea a Esiodo.
Seguendo le forme di virtù e civiltà del passato eroico dei Greci, Esiodo confida in un possibile ritorno di calma spirituale all'Età dell'Oro, dato che Zeus ha dotato gli uomini del concetto di "giustizia".
Segue una lunga riflessione sulla giustizia, dopo la quale si apre il blocco delle "Opere", ossia del calendario agricolo, con una digressione sulla navigazione e consigli pratici, che preparano l'ultima parte del poema.
Nel blocco dei "Giorni", Esiodo descrive i vari cicli delle stagioni e dei relativi lavori di campagna, fornendo la descrizione del buon cittadino lavoratore, piccolo imprenditore agricolo che sa coltivare e amare la sua terra, e amministrare anche l'ordine nella famiglia.
Ne Le Opere e i giorni vi è, inoltre, il primo vero esempio di favola di tutta la letteratura occidentale, ossia la favola dell'usignolo e lo sparviero, che presenta la legge del più forte. Vi sono anche "squarci narrativi", come la descrizione di paesaggi naturali.

### IlCatalogo delle donne
L'opera era nota anche come Eoie o Eee; divisa in 5 libri, si concentrava, come la Teogonia, sulle genealogie, insistendo sulle figure femminili che popolarono l'universo degli Dei, con cui spesso e volentieri si era unito Zeus, generando semidei e uomini mortali dotati di speciali virtù e abilità. 
In alternanza con questo tema, Esiodo ripercorre in maniera più approfondita le Cinque Età: Zeus volle terminare la gloriosa Età dell'Oro con un grande diluvio, e iniziò il periodo argenteo degli eroi, dei quali sono ricordati i capostipiti Doro, Eolo e Xuto. 
Nel secondo libro era raccontata la vicenda di Io rapita da Zeus, da cui ebbe Epafo, dalla cui stirpe nascerà Danao, punita per questo da Era, che la trasformò in vacca; dal ratto di Europa, sorella di Danao, furono generati Radamanto, Sarpedonte e Minosse. Di quest'ultimo fu la discendenza di Pelasgo, di cui si parlava nel terzo libro. 
Negli ultimi libri si parlava delle genealogie degli Atlantidi, di Atreo, padre di Agamennone, e di Alcmena, madre di Eracle, per poi concludersi con la figura di Elena, il cui rapimento innescò la guerra di Troia.

### Opere minori
Poiché Esiodo fu ritenuto "inventore" di un nuovo genere, la poesia didascalica, nel tempo gli fu attribuita una notevole quantità di opere spurie, come osservava Pausania il Periegeta nel II secolo:
(trad. A. D'Andria)

#### Lo scudo di Eracle
Lo Scudo (Ἄσπις) è un poemetto di 480 versi, che già Aristofane di Bisanzio non attribuiva a Esiodo. In esso, si imita la descrizione omerica dello scudo di Achille, togliendo i primi 54 versi dalla parte riguardante Alcmena nel Catalogo delle donne (con le parole ἢ οἴη comincia, infatti, il poemetto) come introduzione al racconto dell'incontro di Eracle con Cicno e alla descrizione dello scudo di Eracle.

#### I precetti di Chirone
Il poema, perduto, presentava gli insegnamenti di Chirone, il saggio centauro, mentre istruiva il giovane Achille, ponendosi sulla scia delle Opere nella tradizione dei precetti in versi.

#### L'astronomia
Perduta tranne 8 frammenti (di cui solo tre testuali), l'opera andava sotto i titoli di Astronomia o Astrologia: Ateneo, che conserva i tre frammenti testuali del poema, lo chiama Astronomia, mentre Plutarco e Plinio il Vecchio danno Astrologia. Il poema è ricordato come illustre predecessore e iniziatore del genere anche dal latino Marco Manilio.

#### Egimio
Non si sa quasi nulla della trama o struttura generale del poema, a parte il fatto che fosse in almeno due libri: Stefano di Bisanzio e gli scolii ad Apollonio Rodio, infatti, conservano frammenti che assegnano al "secondo libro dell'Egimio".
Uno dei frammenti citati dal libro II racconta la raccapricciante storia secondo cui Teti gettò numerosi suoi figli in un calderone di acqua bollente per vedere se fossero mortali, prima che suo marito Peleo intervenisse, salvando Achille. Altri frammenti isolati riguardano le Graie, Nauplio, Frisso e una parola greca rara che indica un "luogo fresco e ombreggiato" (ψυκτήριον, psyktērion).

#### Melampodia
In almeno 3 libri, ne restano 8 frammenti per un totale di circa 20 versi.

#### Le nozze di Ceice
I frammenti che sopravvivono implicano che il tema del poema non era semplicemente il matrimonio di Ceice, ma l'arrivo e il coinvolgimento di Eracle nei festeggiamenti. Per questo motivo Merkelbach e West suppongono che il poema debba essere considerato come appartenente a quel gruppo di poemi ed epilli che si occupavano delle gesta di Eracle, come lo Scudo.
L'identità del Ceice di cui si narrava il matrimonio è stata oggetto di controversia. Merkelbach e West inizialmente lo identificarono con lo sposo sfortunato di Alcione, ma, data l'apparente attenzione del poema su Eracle, è più probabile che questo Ceice fosse in realtà il re di Trachis e nipote di Anfitrione.

#### I Dattili Idei
Perduto e attribuito a Esiodo da Suda. L'attribuzione è dubbia, ma due citazioni di "Esiodo" in altri autori antichi riguardano la scoperta dei metalli e sono state provvisoriamente assegnate a questa poesia dai moderni editori. Dettagli di questo tipo presumibilmente erano al centro del poema, poiché i Dattili del titolo erano figure mitologiche a cui era stata attribuita l'invenzione della metallurgia, come attesta, ad esempio, Clemente Alessandrino proprio citando Esiodo.

#### Le Grandi Opere
Solo due brevi citazioni dirette possono essere attribuite all'opera con certezza, ma era probabilmente simile alle Opere e i giorni, con "Megala" ("grande"), del titolo che implica che fosse più lungo del poema a noi pervenuto.

#### Ornitomanzia
Questo poema (perduto), sulla divinazione attraverso gli uccelli, è preannunciato al termine delle Opere e i giorni, con una chiusa rapsodica che ricorda l'aggancio del Catalogo alla Teogonia e che dev'essere di un autore successivo ad Esiodo. Del resto, la connessione del poeta all'arte mantica era indiscussa nell'antichità e aveva prodotto opere come la Melampodia. Insieme alle Opere e ai Precetti di Chirone, la Ornitomanzia costituiva, di fatto, un piccolo corpus didascalico.

## Il mondo poetico e concettuale di Esiodo

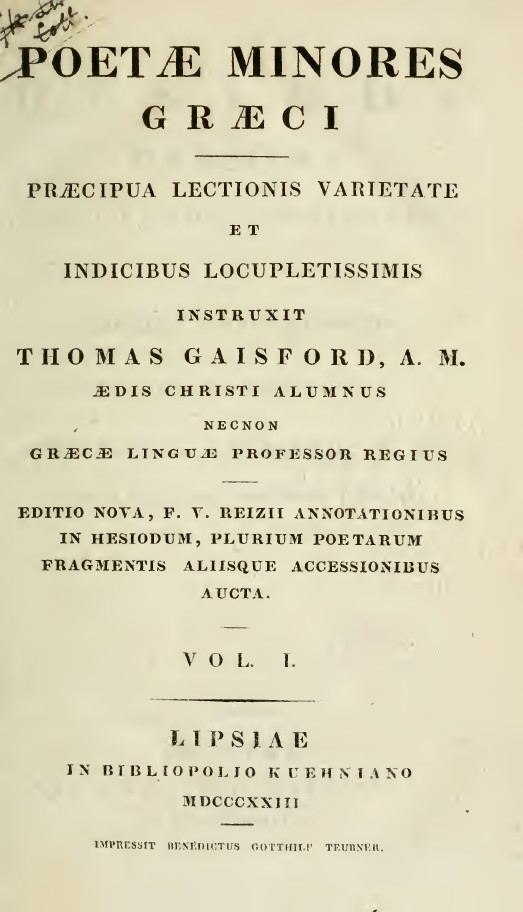
Carmina

La poesia di Esiodo si colloca nell'VIII secolo a.C.; egli risulta il primo autore greco a tentare di mettere per iscritto l'antica mitologia teologica e a farlo con la consapevolezza di essere un poeta vate. Fino ad allora nessuno aveva provato ad introdurre un concetto teologico e teogonico (Teogonia), affiancandolo ad un complemento etico (Le Opere e i Giorni), il che pone in risalto l'evidente complementarità delle due opere principali di Esiodo. Inoltre, è stato giustamente definito da alcuni il poeta degli umili: egli, infatti, compone un'opera, Le Opere e i Giorni, che suona come una critica contro l'inerte oziosità dell'aristocrazia, per la prima volta dando spazio ai ceti inferiori nella poesia epica greca. 
In modo similmente originale, Esiodo configura l'attività poetica. Mentre l'epica tradizionale era oggettiva e impersonale, senza un autore dichiarato, Esiodo porta l'epica verso un orizzonte a noi più vicino e comprensibile: egli si dichiara, infatti, poeta e rende la poesia soggettiva e personale, conferendole un'individualità storica. Inoltre, se l'epica tradizionale aveva una funzione edonistico-pedagogica, in Esiodo la poesia acquista un timbro schiettamente didascalico: Esiodo si fa maestro di sapienza, poeta vate, sicché la poesia diviene magistero sapienziale, ponendo le basi di una radice ineliminabile nella cultura occidentale.
Esiodo è un poeta epico, e quindi la sua lingua è quella dell'epos, condizionata già dall'uso dell'esametro, anche se è riscontrabile qualche eccezione, con forme che rimandano ai dialettalismi locali, più presenti nelle Opere: ovviamente, data la posizione eolica della Beozia (dove le opere esiodee sono composte), sono più presenti gli eolismi rispetto all'epos omerico. Da parte di quei critici che vogliono Esiodo come un rappresentante di una tradizione poetica "indipendente", poi, sono stati considerati con maggiore attenzione quegli aspetti linguistici estranei totalmente ad Omero, come alcuni infiniti brevi e accusativi plurali brevi della prima declinazione.
Lo stile formulare invece, è variegato: molte, difatti, le formule prettamente omeriche o costruite su di esse. Omero, inoltre, non poteva essere presente come modello (a differenza di quello che avvenne nell'epica più tarda), bensì come rappresentante di un genere letterario ancora vivo e attivo, e la cultura a cui apparteneva Esiodo, quella beotica, era diversa da quella che aveva prodotto l'epos. Lo stile epico tradizionale ha, infatti, una tonalità uniforme, senza frastagliature, mentre lo stile di Esiodo è oscillante fra una tonalità ieratica e una popolareggiante, presentandosi come fortemente scorciato e lapidario. La grandezza di Esiodo è testimoniata dal fatto che egli è parimenti abile nel delineare scene di genere, magari tracciate con una sorta di gusto oleografico, quanto nel condensare affreschi tipicamente epici.
Esiodo sostanzialmente, dunque, transcodifica il linguaggio omerico, manipolandolo in rapporto alle sue necessità contingenti, oppure, innovando decisamente, segue la strada della neoformazione, inventando un nuovo lessico e nuove immagini.

## Influenza culturale
Ad Esiodo è stato intitolato il cratere Hesiod, sulla superficie di Mercurio.
Ad Esiodo è dedicato il primo atto dell'opera Le Muse galanti di Jean-Jacques Rousseau.